# Imre Kobor
Imre Kobor – węgierski zapaśnik walczący w stylu klasycznym.
Srebrny medalista mistrzostw Europy w 1912 i brązowy w 1913 roku